# أمن التطبيقات
يشمل أمن التطبيقات الإجراءات المتخذة لتحسين أمان أحد التطبيقات غالبًا عن طريق البحث عن ثغرات أمنية وإصلاحها ومنعها.
يتم استخدام تقنيات مختلفة لتغطية الثغرات الأمنية في مراحل مختلفة من دورة حياة التطبيقات مثل التصميم والتطوير والنشر والترقية والصيانة.
وينظر إلى مجموعة من العيوب الأمنية المشتركة المتطورة دائما ولكنها متسقة إلى حد كبير عبر تطبيقات مختلفة.

## شروط
- الأصول. مصدر للقيمة مثل البيانات الموجودة في قاعدة بيانات، أو أموال في حساب، أو ملف موجود على نظام الملفات أو أي مورد للنظام.
- الثغرة. ضعف أو فجوة في برنامج الأمان الذي يمكن استغلاله من خلال التهديدات للوصول غير المصرح به إلى أحد الأصول.
- هجوم (أو استغلال). إجراء يتم اتخاذه لاحداث ضرر لأحد الأصول.
- التهديد. أي شيء يمكنه استغلال الثغرة الأمنية والحصول على أو تلف أو تدمير ألاصل.